# Яковлев, Михаил Михайлович
Михаил Михайлович Яковлев (27 сентября (9 октября) 1857 — после 1922) — Русский военачальник, генерал-лейтенант, участник Русско-турецкой войны 1877—1878 годов и Первой мировой войны.

## Биография
Родился 27 сентября 1857 года в Харьковской губернии. Прошёл обучение в Петровской Полтавской военной гимназии, после окончания которой 13 августа 1875 года зачислен в 1-е военное Павловское училище. 10 июня 1877 года выпущен из училища прапорщиком в 3-ю запасную артиллерийскую бригаду. В дальнейшем служил в 40-й резервной артиллерийской бригаде и 9-й артиллерийской бригаде. Со своей частью выдвигался на театр военных действий Русско-турецкой войны 1877—1878 годов, но в боях участия не принимал. 18 декабря 1878 года произведён в подпоручики. В поручики произведён со старшинством с 20 декабря 1879 года, в штабс-капитаны — с 1 декабря 1885 года.
В 1886 году окончил Николаевскую академию Генерального штаба по 1-му разряду и 21 марта 1886 году «за отличные успехи в науках» произведён в капитаны. По окончании академии назначен состоять при Киевском военном округе. 26 ноября 1886 года назначен старшим адъютантом штаба 11-й пехотной дивизии, а 19 октября 1887 года — старшим адъютантом штаба 33-й пехотной дивизией. С 1 октября 1889 года по 1 октября 1890 года отбывал цензовое командование ротой в 130-м пехотном Херсонском полку. 19 февраля 1891 года назначен старшим адъютантом штаба Киевского военного округа.
21 апреля 1891 года произведён в подполковники, а 2 апреля 1895 года, «за отличие по службе» — в полковники. С 14 марта 1896 года состоял в прикомандировании к Киевскому военному училищу для преподавания военных наук. С 1 мая по 1 сентября 1900 года отбывал цензовое командование батальоном в 129-м пехотном Бессарабском полку. 21 мая 1900 года назначен начальником штаба 5-й пехотной дивизии, а 8 мая 1902 года получил строевую должность — командира 129-го пехотного Бессарабского полка. 14 марта 1905 года «за отличие по службе» произведён в генерал-майоры и назначен начальником Киевского военного госпиталя. С 20 июля 1910 года по 29 июля 1914 года являлся командиром 1-й бригады 33-й пехотной дивизии.
Принимал участие в Первой мировой войне. 29 июля 1914 года назначен командиром бригады 70-й пехотной дивизии. 5 февраля 1915 года получил назначение на должность командира 1-й бригады 33-й пехотной дивизии. 3 апреля 1915 года назначен командующим 44-й пехотной дивизией, а 26 мая 1915 года «за отличие по службе» получил чин генерал-лейтенанта со старшинством с 3 апреля того же года и с утверждением в должности начальника дивизии. С 12 июля 1915 года состоял в резерве чинов при штабе Киевского военного округа. По состоянию на 3 января 1917 года состоял в том же резерве. 15 октября 1917 года уволен от службы из-за болезни с мундиром и пенсией.
По состоянию на 21 ноября 1918 года состоял в армии Украинской державы в чине генерального значкового, начальник пехотной дивизии. В дальнейшем эмигрировал. Умер после 1922 года.
Был женат, имел двоих детей.

## Награды
Михаил Михайлович Яковлев был награждён следующими орденами:
- Орден Святого Владимира 2-й степени (5 февраля 1915);
- Орден Святой Анны 1-й степени (6 декабря 1912); мечи к ордену (27 февраля 1915);
- Орден Святого Станислава 1-й степени (1908); мечи к ордену (12 мая 1915);
- Орден Святого Владимира 3-й степени (1904);
- Орден Святого Владимира 4-й степени (1898);
- Орден Святой Анны 2-й степени (1894);
- Орден Святого Станислава 2-й степени (1891);
- Орден Святой Анны 3-й степени (1888);
- Орден Святого Станислава 3-й степени (1882);
- Орден Льва и Солнца 2-й степени (Персия, 1903)[6]

и медалями:
- Медаль «В память 300-летия царствования дома Романовых» (1913);
- Медаль «За труды по первой всеобщей переписи населения» (1897);
- Медаль «В память царствования императора Александра III» (1896);
- Медаль «В память русско-турецкой войны 1877—1878» (тёмно-бронзовая, 1878).